# Jack Culcay-Keth
Jack Robert Culcay-Keth (Ambato, 26 settembre 1985) è un pugile tedesco, nato in Ecuador.

## Palmarès

### Mondiali dilettanti
- 1 medaglia:
  - 1 oro (Milano 2009 nei pesi welter)

### Europei dilettanti
- 1 medaglia:
  - 1 argento (Liverpool 2008 nei pesi welter)